# Elmwood (Illinois)
Elmwood è un comune degli Stati Uniti d'America, situato nell'Illinois, nella contea di Peoria. Secondo il censimento statunitense, aveva 1.945 abitanti nel 2000, passati a 2.097 nel 2010.